# Sabine Hossenfelder
Sabine Karin Doris Hossenfelder (ur. 18 września 1976 we Frankfurcie nad Menem) – niemiecka uczona w dziedzinach fizyki teoretycznej, filozof nauki i popularyzatorka tych dyscyplin.
Jej obszar badań to teoria względności i grawitacji, w tym próby kwantowania grawitacji. Popularyzuje fizykę i swoje opinie poprzez książki, artykuły prasowe, blog tekstowy Backreaction, wideoblog Science without the Goobledygook i wywiady.

## Życiorys

### Praca naukowa
Absolwentka Uniwersytetu Johanna Wolfganga Goethego we Frankfurcie nad Menem. W 1997 roku ukończyła studia pierwszego stopnia na kierunku matematyka (z oceną bardzo dobrą), zaś trzy lata później – studia magisterskie z fizyki (z wyróżnieniem). W 2003 obroniła doktorat w zakresie fizyki teoretycznej (również z wyróżnieniem).
W latach 1997–1999 współpracowała przy badaniach naukowych jako studentka, po czym została zatrudniona na macierzystej uczelni w charakterze asystenta (1999–2001). Następnie pracowała w GSI Helmholtzzentrum für Schwerionenforschung (2003–2004), University of Arizona (2004–2005), Uniwersytecie Kalifornijskim w Santa Barbara (2005–2006), Perimeter Institute for Theoretical Physics w kanadyjskim Waterloo (2006–2009) i sztokholmskiej Nordicie (2009–2015) – przy czym w latach 2010–2012 przebywała na urlopie wychowawczym. Od 2015 zatrudniona we Frankfurt Institute for Advanced Studies.
Dużą popularnością cieszy się poświęcony fizyce blog Hossenfelder – Backreaction. W 2011 roku uruchomiła też kanał na YouTube, a w 2018 zaczęła go aktualizować regularnie. Oprócz materiałów popularnonaukowych znalazła się tam również jej twórczość wokalna.

### Życie prywatne
Jest zamężna, ma dwie córki.

## Poglądy

### Fizyka
Sabine Hossenfelder krytykowała fizyków teoretycznych tworzących „piękne teorie”, które nie dają się zweryfikować doświadczalnie (jak np. hipoteza Wieloświata czy supersymetria); w jej opinii dobrze sprawdza się model standardowy. Krytykowała też różne interpretacje mechaniki kwantowej – zarówno „tradycyjną”, „standardową” interpretację kopenhaską, jak i późniejsze modele typu mechanika Bohma i interpretacja wieloświatowa Everetta. Jej zdaniem głównym problemem interpretacji Everetta nie jest postulowanie światów równoległych, ale to, że nie rozwiązują one problemu pomiaru – postulat Borna jest w niej wyprowadzany osobno, a nie z równania Schrödingera; Hossenfelder uważa to za sprzeczne z redukcjonizmem.

### Filozofia
Przedstawia inkompatybilizm – jej zdaniem wolna wola jest iluzją, gdyż jej istnienie przeczyłoby prawom natury (które są albo deterministyczne, albo – na poziomie kwantowym – losowe). Jest ateistką.

## Publikacje
Książki
- 2018: Lost in Math: How Beauty Leads Physics Astray
  - tłumaczenie na język niemiecki: Das hässliche Universum[10]
  - 2019: Zagubione w matematyce. Fizyka w pułapce piękna, Copernicus Center Press, tłumaczenie: Tomasz Miller[11].
- Existential Physics: A Scientist's Guide to Life's Biggest Questions
  - 2023:Czy Wszechświat myśli? I inne ważne pytania nauki, tłum. Bogumił Bieniok i Ewa Łokas, CC Press, ISBN 978-83-7886-725-8.